# ...jeszcze gra muzyka
...jeszcze gra muzyka – album zespołu Czerwone Gitary wydany w 1999 roku nakładem Czerwone Gitary Group.

## Lista utworów
1. "Jeszcze gra muzyka" (muz. Jerzy Skrzypczyk, sł. Bogdan Olewicz) – 03:54
2. "Już nie jestem tym chłopcem" (muz. Jerzy Skrzypczyk, Mieczysław Wądołowski sł. Marek Gaszyński) – 03:30
3. "Byle dziś byle z nią" (muz. Jerzy Skrzypczyk, sł. Bogdan Malach) – 03:26
4. "Jest taki kraj na łąkach snu" (muz. Jerzy Skrzypczyk, sł. Janusz Kondratowicz) – 04:38
5. "Zawsze w tle" (muz. Jerzy Skrzypczyk, sł. Bogdan Malach) – 03:20
6. "Tańczyła jedno lato" (muz. Jerzy Skrzypczyk, sł. Janusz Kondratowicz) – 03:34
7. "Epitafium dla Krzyśka" (muz. Jerzy Skrzypczyk, sł. Bogdan Malach) – 04:12
8. "Strzemiennego" (muz. i sł. Krzysztof Klenczon) – 03:38
9. "Latawce z moich stron" (muz. Krzysztof Klenczon, sł. Janusz Kondratowicz) – 04:35
10. "Wymarzona miłość" (muz. Jerzy Skrzypczyk, sł. Bogdan Malach) – 03:12
11. "Kochaj i trać" (muz. Jerzy Skrzypczyk, sł. Janusz Kondratowicz) – 04:13
12. "Zanim powiedz - do widzenia" (muz. Jerzy Skrzypczyk, sł. Andrzej Sobczak) – 04:06
13. "Jest taki kraj na łąkach snu (wersja instrumentalna)" (muz. Jerzy Skrzypczyk) – 04:38

## Twórcy
- Bernard Dornowski - wokal, bas
- Jerzy Skrzypczyk - wokal, perkusja, instrumenty klawiszowe
- Wojciech Hoffmann - gitary
- Mieczysław Wądołowski - wokal, gitara akustyczna

Muzycy towarzyszący:
- Jerzy Kossela - gitara
- Henryk Zomerski - flet

### Personel
- Bartłomiej Zaranek - zdjęcia
- Włodzimierz Kulikowski i Paweł Solski - aranżacja zdjęć
- Lechosław Carnelli - opracowanie graficzne